# Podandrogyne coccinea
Podandrogyne coccinea är en paradisblomsterväxtart som först beskrevs av George Bentham, och fick sitt nu gällande namn av R. E. Woodson. Podandrogyne coccinea ingår i släktet Podandrogyne och familjen paradisblomsterväxter. Inga underarter finns listade i Catalogue of Life.